# Grup 62
El Grup 62 es un conglomerado español de sellos editoriales y empresas distribuidoras, referente en el mundo editorial en lengua catalana.

## Historia
El 1962, Max Cahner i Eulàlia Duran fundaron Edicions 62, con la intención de crear un catálogo moderno, general y universal de obras en catalán. Dos años más tarde, el 1964, se creó Ediciones Península, en lengua castellana, especializada en la publicación de libros de ensayo y no ficción. A partir de aquí nació el grupo, que fue incorporando y creando nuevos sellos. En los ‘70 un grupo de ocho editoriales –Barral, Lumen, Tusquets, Laie, Ediciones 62, Fontanella, Cuadernos para el Diálogo y Anagrama–, culturalmente vanguardistas y políticamente progresistas, empezaron una muy estimulante aventura colectiva, la fundación de Distribuciones de Enlace del mismo Grup62 y la creación de una colección común, Ediciones de Bolsillo.
A finales del 2006, Grupo Planeta i Enciclopedia Catalana entraron en el accionariado, cosa que incrementó aún más el volumen de editoriales que forman el grupo.
Desde el 1 de febrero de 2008 se crea la distribuidora Enlaces Editoriales. Está participada accionarialmente por el Área Universitaria y Cultural de Grupo Planeta, por Anagrama y por Grup 62. 
La nueva comercial distribuye los libros de las siguientes editoriales: Alba, El Aleph, Anagrama, Ariel, Crítica, Luciérnaga, Miraguano, Oniro, Paidós, Península, Salsa Books (castellano) y Talismán. 
Distribuciones de Enlace, S.A. es la comercial de los libros en catalán de las editoriales de Grup 62 y de otros editores externos especializada en la venta a librerías. La filosofía de la empresa es dar servicio de venta y postventa a la librería. Para cumplir este objetivo, dispone de una red de comercialización propia que se extiende por todo el territorio de lengua catalana.Las editoriales que comercializamos son: · Ajuntament de Barcelona · Ámsterdam · Ara llibres · Columna · Destino (catalán) · Destino Infantil & Juvenil (catalán) · Diputació de Barcelona · Edicions 62 · Empúries · labutxaca · Now Books · Planeta (catalán) · Salsa Books (ediciones en catalán) · Sagarmata · Timum Mas (ediciones en catalán) · Tres i Quatre 
Àgora, Solucions Logístiques nace en febrero del 2008 cuando Grup 62 y Enciclopèdia Catalana unifican sus servicios logísticos y administrativos con el claro objetivo de reforzar la presencia editorial en catalán en el punto de venta.
La nueva sociedad Àgora, Solucions Logístiques que integra las actividades de distribución de DIGEC y Enlace, se encarga de la logística de los siguientes sellos: Columna, Destino (catalán), Destino Infantil & Juvenil (catalán), Edicions 62, Editorial Empúries, labutxaca, Mina, Planeta (catalán), Pòrtic, Proa, Sagarmata, Salsa Books (catalán), Selecta, Timun Mas (catalán) de Grup 62, así como el resto de editores que confían en el proyecto de comercialización de Enlace (Ajuntament de Barcelona, Ámsterdam, Ara Llibres, Diputació de Barcelona, Now Books y Tres i Quatre) y los sellos La Galera, La Galera Text, Geostel y Vernal Media de Grup Enciclopèdia Catalana

## Sellos editoriales
Lo forman un total de 20 sellos editoriales

### En catalán
- Edicions 62
- Columna Edicions, principalmente narrativa
- Editorial Mina, no ficción, divulgación, prácticos y actualidad
- Editorial Empúries, traducciones
- Editorial Selecta
- Edicions Proa
- Editorial Destino escritores de renombre en lengua catalana. Convocante del prestigioso Premio Josep Pla
- Editorial Pòrtic, centrada en el ensayo, no ficción, naturaleza i guías.
- Sagarmata de autoayuda
- labutxaca, ediciones de bolsillo de libros de otras editorials del grupo.
- Editorial Planeta, convocante del Premio Ramon Llull
- Salsa Books en catalán que publica libros de cocina
- Estrella Polar,es el sello infantil y juvenil del grupo
- Educaula, está dedicado a los libros de educación.

### En castellano
- Ediciones Península
- El Aleph Editores
- Luciérnaga de autoayuda i new age
- Salsa Books en castellano, que publica libros de cocina
- Talismán libros de novela rosa
- La Osa Menor, sello editorial de infantil en castellano